# Böwingen/Attert
Böwingen/Attert (luxemburgisch Béiwen/Atert, französisch Boevange-sur-Attert) ist eine Ortschaft in der Gemeinde Helperknapp im Großherzogtum Luxemburg. Bis zum 31. Dezember 2017 war es eine eigenständige Gemeinde, die zum Kanton Mersch gehörte.

## Zusammensetzung der ehemaligen Gemeinde
Die Gemeinde bestand aus folgenden Ortschaften:
- Bill
- Böwingen/Attert
- Bruch
- Buschdorf
- Finsterthal
- Grevenknapp
- Obenthalt

## Persönlichkeiten
- Joseph Rasqui (1895–1966), Radrennfahrer